# 宇美站
宇美站（日语：／ Umi eki */?）是位於日本福岡縣宇美町的鐵道車站，屬於九州旅客鐵道（JR九州）香椎線，是香椎線的南端終點站，也是宇美町唯一一座鐵路車站。

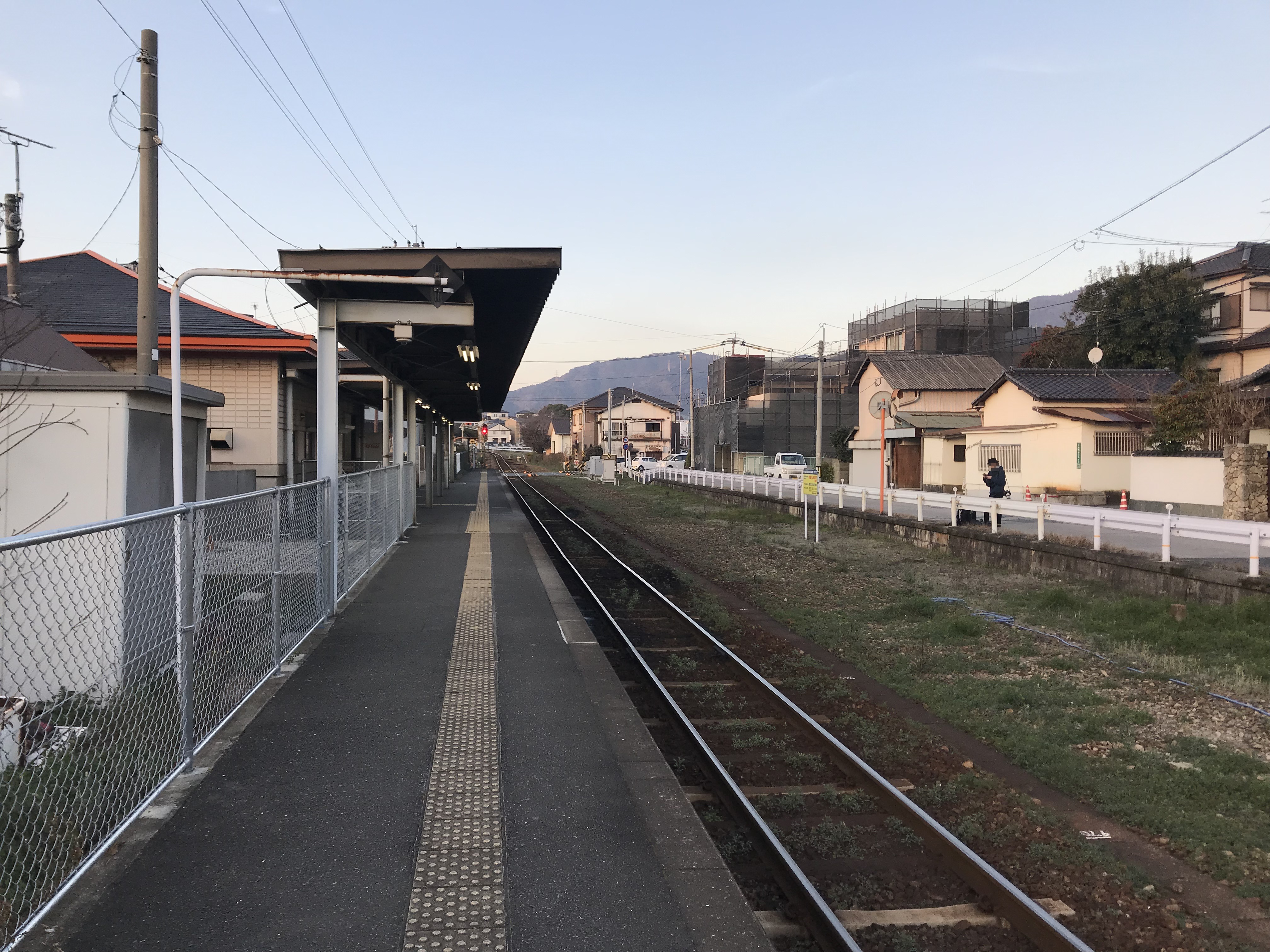
月台（2019年1月）

## 車站構造
本站為地面站，設有一座側式月臺。

## 历史
私鐵博多灣鐵道於1904年1月1日開通由西戶崎到須惠的路線，並於1905年6月3日將路線延伸到新原，於1905年12月29日延伸到宇美站。1942年9月19日，博多灣鐵道汽船與其他幾家公司合併為九州電車，三天後該公司成為了西日本鐵道（西鐵），本站改由西鐵管理。
在1944年5月1日，西鐵由西戶崎到宇美的路線被收歸國有成為香椎線，本站轉由日本鐵道省管理。1987年4月1日，日本國鐵私有化，本站轉交九州旅客鐵道。1960年私有化，JR九州接管了該車站。
2015年3月14日，本站開始「車站集中管理服務」的遠程管理。雖然本站無服務人員，但使用自動售票機或驗票閘門的旅客，如有問題，可由對講機向中央服務中心的工作人員求助。

## 利用狀況
在2016年度，本站平均每天有1,884名乘客（仅計乘車旅客），在JR九州的車站繁忙程度排名第96位。 

## 相鄰車站
九州旅客鐵道
 香椎線
新原（JD15）－宇美（JD16）

## 外部連結
- JR九州 – 宇美車站 （页面存档备份，存于）（日語）